# Districtul Doi Lo
Doi Lo (în thailandeză ดอยหล่อ) este un district (Amphoe) din provincia Chiang Mai, Thailanda, cu o populație de 27.623 de locuitori și o suprafață de 260,1 km².

## Componență
Districtul este subdivizat în four subdistricte (tambon), care sunt subdivizate în 54 de sate (muban).
| Nr. | Nume       | În thailandeză | Sate | Locuitori |  |
| --- | ---------- | -------------- | ---- | --------- |  |
| 1.  | Doi Lo     | ดอยหล่อ         | 26   | 12,809    |  |
| 2.  | Song Khwae | สองแคว         | 8    | 5,560     |  |
| 3.  | Yang Khram | ยางคราม        | 11   | 5,182     |  |
| 4.  | Santi Suk  | สันติสุข          | 9    | 4,072     |  |